# Alvarsmalbi
Alvarsmalbi (Lasioglossum lativentre) är en biart som först beskrevs av Schenck 1853. Alvarsmalbi ingår i släktet smalbin och familjen vägbin. Inga underarter finns listade i Catalogue of Life.

## Beskrivning
Arten har svart grundfärg, gles hårväxt på mellankroppen och hårband i framkanterna på tergit 2 och 3. Mittpå tergiterna kan dessa hårband ibland vara ihopväxta. Huvudet har endast svagt upphöjd clypeus (munsköld) och panna. Hos hanen har munskölden en gul spets, samtidigt som överläppen också är gul. Båda könen har gulbruna vingbaser. Kroppslängden är omkring 7 mm.
Hagsmalbi (Lasioglossum quadrinotatum) är en förväxlingsart, men den skiljer sig genom att dess vingbaser är rent gula.

## Ekologi
Alvarsmalbiet är inte, som det svenska trivialnamnet kan antyda, begränsat till alvarmarker, utan det förekommer generellt på torr sandjord, gärna habitat som kännetecknas av störningar som sand- och grustag samt militära övningsfält. Gemensamt är att de bör ha god tillgång på foderväxter åt biet. Detta föredrar korgblommiga växter, i synnerhet fibblor, men anses ändå vara polylektiskt (det vill säga, det flyger till foderväxter från många olika familjer).
Larvbona kan parasiteras av blodbina mellanblodbi och punktblodbi, vars honor lägger ägg i alvarsmalbiets larvceller, ett ägg i varje larvcell, efter det att de förstört värdägget eller de nykläckta värdlarverna, så att blodbilarverna sedan ostört kan leva av den insamlade näringen..
Biet, som är solitärt, producerar två generationer: En som flyger under vår och tidig sommar, och som enbart består av honor, och en som innehåller både hanar och honor, och som flyger under sensommaren.

## Utbredning
Den globala utbredningen sträcker sig från Irland och Iberiska halvön i väst via Litauen och den grekiska ön Rhodos till Iran, i norr till södra Sverige.
I Sverige förekommer alvarsmalbiet numera nästan enbart i den sydöstra delen från Skåne till Gotland. Den 22 augusti 2023 gjordes dock ett fynd (rapporterat den 23 november 2023) av en hane i Hästenäs kyrkskog i Östergötland.
I Finland förekommer arten inte.

## Status
Arten har länge varit rödlistad som nära hotad ("NT") i Sverige, men 2020 uppgraderades den till livskraftig ("LC"). Populationens minskning fortsätter emellertid; den är betraktad som utdöd i Jönköpings län, Stockholms län och större delen av Halland. Främsta orsakerna är igenväxning och i Jönköpings län även den ökande byggnationen.